# Calligonum spinulosum
Calligonum spinulosum är en slideväxtart som beskrevs av V.P. Drobow. Calligonum spinulosum ingår i släktet Calligonum och familjen slideväxter. Inga underarter finns listade i Catalogue of Life.